# Afrothaumalea capensis
Afrothaumalea capensis är en tvåvingeart som beskrevs av Sinclair och Elisabeth K. Stuckenberg 1995. Afrothaumalea capensis ingår i släktet Afrothaumalea och familjen mätarmyggor. Inga underarter finns listade i Catalogue of Life.